# Melancolia (Edvard Munch)
|  | Per a altres significats, vegeu «Malenconia (desambiguació)». |

Melancolia (noruec: Melankoli), també conegut com a Jappe a la Platja, Gelosia o Vespre, és una pintura de l'artista noruec Edvard Munch, dins l'estil impressionista, del que hi va pintar diverses variants a l'oli sobre tela durant el període 1891–1896. La pintura descriu un home amb el cap recolzat a la mà en un estat d'ànim pensatiu a la vora de la línia d'una costa. La inspiració per la pintura fou una aventura romàntica infeliç que va viure l'amic de Munch, Jappe Nilssen; es veu la figura d'un home malenconiós a la dreta del quadre i el seu estat d'ànim està representat per la línia de costa ondulant i l'horitzó que s'estenen cap a l'esquerra. Els crítics suggereixen que també hi ha al·lusions eròtiques, potser en la presència de la lluna reflectida a l'aigua. El paisatge representa la platja d'Åsgårdstrand, a Vestfold, on Munch va comprar una casa per passar els estius, a partir de l'any 1889.

## Descripció

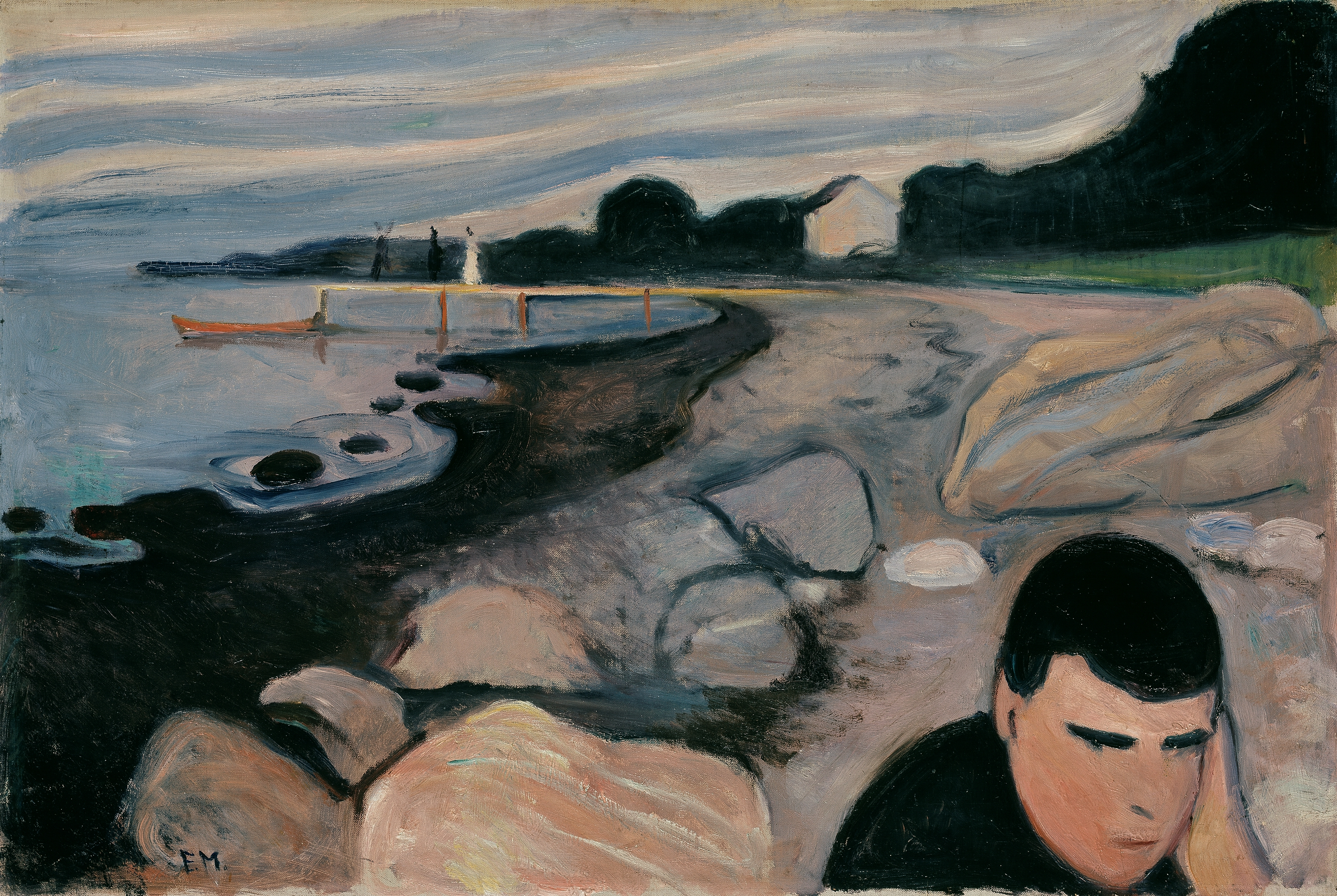
Melancolia, 1892, a la Nasjonalgalleriet (Oslo)

En general, a totes les versions, a la vora frontal de l'àrea de la imatge es troba un escampat on hi ha una figura masculina en una platja pedregosa, amb el cap recolzat a la mà, en un posat clàssic de la malenconia. La versió de 1892 es diferencia de les altres per la forma en que l'home està completament empès a la cantonada inferior dreta, on la direcció de la mà reforça un moviment fora del quadre. Aquesta posició a la cantonada dirigeix l'atenció de l'espectador cap enrere, cap al paisatge, que es converteix així en una part d'una imatge equivalent. En la part superior de la imatge es reconeixen tres figures, una parella i un home amb uns rems sobre una passarel·la, a l'extrem de la que hi ha la forma d'un vaixell groc. La línia de costa es corba i segueix pel darrere creant una sensació de profunditat junt amb els arbres i núvols del fons representats.
La primera versió de la pintura de 1891 és una barreja de diferents tècniques de pintura en colors pastel i llapis sobre la tela, amb trossos sense pintar, fet que li dona a la imatge, d'acord amb Hans Dieter Huber, un efecte sec alhora fresc. Les pintures a l'oli posteriors conserven les formes planes amb contorns simplificats, que recorden el sintetisme. No hi ha perspectiva aèria i l'ombrejat, només en el cap i les mans de l'home, mostren plasticitat tridimensional.